# Marián Čišovský
Marián Čišovský (Humenné, 2 novembre 1979 – 28 giugno 2020) è stato un calciatore slovacco, di ruolo difensore.

## Biografia

### Carriera
Il 13 novembre 2004 realizzò una doppietta contro il Ružomberok (6-0). Firmò tre reti contro l'Inter Bratislava (7-3).

### Morte
Ammalatosi di sclerosi laterale amiotrofica, Marián Čišovský è deceduto il 28 giugno del 2020.

## Palmarès

### Club

#### Competizioni nazionali
- Campionato slovacco: 3

Inter Slovnaft Bratislava: 1999-2000, 2000-2001
Artmedia Petržalka: 2007-2008